# Ölziit, Arkhangai
Ölziit (tiếng Mông Cổ: Өлзийт, hạnh phúc) là một sum của tỉnh Arkhangai tại miền trung Mông Cổ. Vào năm 2010, dân số của sum là 2.831 người. Có một cây cầu bắc qua sông Orkhon ở phía đông trung tâm sum.
Ölziit có một trường học, một bệnh viện, một nhà nghỉ và một cơ sở dịch vụ.

## Lịch sử
Trước khi tỉnh Arkhangai hiện tại được thành lập, Ölziit là một phần của aimag Sain Noyon Khan, và được thành lập vào năm 1762 với cái tên Ould Umnud Khoshuu, có tên là Bishrelt Beis Khoshuu vào năm 1912-1923, và năm 1924, nó được đổi tên thành Bayanbaishir Khoshuu. Một ngôi chùa Phật giáo Tây Tạng đã được xây dựng trong khu vực, tuy nhiên nó đã bị phá hủy vào năm 1930 theo lệnh của Khorloogiin Choibalsan. Năm 1997, ngôi chùa được xây dựng lại với sự giúp đỡ của người dân địa phương.

## Địa lý
Các khu vực nước tại Ölziit bao gồm sông Orkhon và các hồ muối Tukhum và Tsagaan. Có trữ lượng quặng sắt, hóa chất và vật liệu xây dựng.

## Dân số
| Năm  | Dân số |
| ---- | ------ |
| 2006 | 3.126  |
| 2009 | 3.102  |
| 2010 | 2.831  |

## Hành chính
Ölziit được chia thành 4 bag (xã):
- Yamaat
- Bodont
- Baishir
- Khusuut (trung tâm sum)